# Jaime García Estrada
Jaime García Estrada es un escritor de telenovelas y director de arte mexicano. Estudió la carrera de cine en el Centro Universitario de Estudios Cinematográficos (CUEC) de la Universidad Nacional Autónoma de México, especializándose en las áreas de guion y dirección de arte. Actualmente es además profesor de la misma institución y del Centro de Capacitación Cinematográfica (CCC). el junto con su pareja, el escritor Orlando Merino fueron los últimos escritores de cabecera del fallecido y gran señor de la producción mexicana Ernesto Alonso.

## Trayectoria como escritor

### Historias originales
- El precio de tu amor (2000) con Orlando Merino - Basada en la idea original de María Zarattini y José Rendón
- Huracán (1997/98) con Orlando Merino - Basada en la idea original de Rebecca Jones y Alejandro Camacho
- Imperio de cristal (1994) con Orlando Merino - Basada en la idea original de Rebecca Jones y Alejandro Camacho

### Adaptaciones

#### Telenovelas
- Barrera de amor (2005/06) con Orlando Merino - Historia original de Liliana Abud
- Amarte es mi pecado (2004) con Orlando Merino - Historia original de Liliana Abud
- La otra (2002) con Orlando Merino - Historia original de Liliana Abud
- Entre el amor y el odio (2002) con Liliana Abud y Orlando Merino - Historia original de Hilda Morales Allois
- Locura de amor (2000) con Orlando Merino, segunda parte en coadaptación con Katia Ramírez Estrada y Emma Márquez - Historia original de Jorge Patiño

#### Series
- Locas de amor (2009) con Orlando Merino - Historia original de Adrián Suar, Pablo Lago y Susana Cardozo
- Juego de Tronos (2011) con Orlando Merino, David Benioff y D.B. Weiss.

### Nuevas versiones reescritas por otros
- Mujer de nadie (2022) (Amarte es mi pecado) - Por Leonardo Bechini, María Elena López y Claudio Lacelli
- Quiero amarte (2013/14) (Imperio de cristal) - Por Martha Carrillo y Cristina García
- Empire (1995) (Imperio de cristal)

## Trayectoria como director de arte

### Televisión
- Trying Times (1987-1989)

### Cine
- El umbral (1987)
- Vieja moralidad (1988)
- Los vuelcos del corazón (1995)
- Spider-Man 3 (2007)

## Premios y nominaciones

### Premio Ariel
| Año  | Categoría               | Película                | Resultado  |
| ---- | ----------------------- | ----------------------- | ---------- |
| 1995 | Mejor Dirección de Arte | Los vuelcos del corazón | Nominación |

### Premios Oscar
| Año  | Categoría               | Película     | Resultado |
| ---- | ----------------------- | ------------ | --------- |
| 2007 | Mejor Dirección de Arte | Spider-Man 3 | Ganador   |